# 옥스포드 살인사건
"옥스포드 살인사건"(영어: The Oxford Murders)은 2008년 공개된 영화이다.

## 출연
- 일라이저 우드 - 마틴 역
- 존 허트 - 아서 셀덤 역
- 레오노르 와틀링 - 로나 역
- 줄리 콕스 - 베스 이글턴 역
- 도미니크 피뇽 - 프랭크 역
- 번 고먼 - 유리 이바노비치 포도로프 역
- 짐 카터 - 피터슨 역
- 대니 사파니 - 스콧 역
- 애나 매시 - 줄리아 이글턴 역
- 앨릭스 콕스 - 콜먼 역